# Çetin İnanç
Çetin İnanç (* 12. September 1941 in Ankara) ist ein türkischer Filmregisseur, Drehbuchautor und Filmproduzent.
İnanç studierte ursprünglich Rechtswissenschaft, gab das Studium allerdings 1966 zugunsten der Arbeit im Filmgeschäft auf, als er seinen ersten Film Dört yanim cehennem inszenierte. In der Folgezeit schuf er vorwiegend Erotikfilme, bis die Gesetzeslage die Arbeit in diesem Nischengenre uninteressant werden ließ. İnanç verlegte sich auf billig produzierte Actionfilme, von denen einer, Dünyayi Kurtaran Adam, als Turkish Star Wars über die Grenzen der Türkei hinaus wegen seiner Absurdität bekannt wurde und unter  Trash-Cineasten Kultstatus genießt.
Çetin İnanç ist immer noch als Regisseur aktiv, arbeitet mittlerweile jedoch nicht mehr für das Kino, sondern für türkische Fernsehsender.